# BioShock 2
BioShock 2 je akční počítačová hra žánru FPS vydaná v roce 2010. Jedná se o pokračování hry BioShock.

## Popis
Jedná se v podstatě o FPS a RPG zaměřené na kombinování palných zbraní a plasmidů, které postavě propůjčují nadpřirozené schopnosti, jako jsou metání blesků, samovznícení, telekineze apod. Hra spočívá v prozkoumávání města Rapture a odhalování jeho záhad.

## Příběh
Uběhlo již deset let od havárie letadla a objevení tajemného majáku, který Jacka poslal do podmořského města Rapture. Na první pohled se zde mnoho nezměnilo a samotné Rapture, gigantické podmořské a utopistické město a především útočiště všech nejlepších kapacit svých oborů, si nadále žije svým shnilým a zkaženým životem. Městem se prohánějí Spliceři, původní obyvatelé města, kteří zdegenerovali vlivem látky ADAM, a kteří také mohou za zkázu Rapture. Do toho všeho se zde vyskytují takzvané Little Sisters – malé holčičky, které s dlouhou jehlou v ruce hledají látku ADAM v mrtvých tělech – a jejich masivní, ve skafandrech oblečení ochránci – Big Daddyové.
A právě do jednoho z nich staví hráče hra BioShock 2. Není to jen tak ledajaký řadový Big Daddy (Velký Taťka), ale první, který se dokázal spojit s Little Sister (Malá Sestřička). Nazván byl DELTA, protože byl až čtvrtým pokusem o spojení s Little Sister. Bohužel ne všechno se pro DELTU vyvíjelo tak, jak by mělo. Novým vizionářem se stala v Rapture jistá psycholožka Sophia Lambová, která konečně mohla uskutečnit věci, ke kterým jí Andrew Ryan nedal příležitost, protože razila opačnou filozofii než on sám. Právě Lambová měla na osudu DELTY největší podíl, protože první Little Sister spojenou s DELTOU byla dcera Sophie Lambové – Eleanor. DELTA jde tudíž vstříc osudu za znovuzískáním Eleanor, která mu byla násilně sebrána právě za asistence Lambové. Protivníky budou hlavně tradiční Spliceři, kteří se pídí po ADAMu, různé mechanické systémy a všudypřítomné prostředí. Ovšem ještě jeden protivník zde musí být zmíněn – tzv. Big Sister (Velká Sestra). Zapomenutá – samostatně se po desítku let vyvíjející Little Sister.

## Pokračování
Roku 2013 vyšlo pokračování s názvem BioShock Infinite, které se již neodehrávalo v podmořském Rapture, nýbrž ve městě v oblacích, zvaném Columbia.